# Župnija Sveti Andraž nad Polzelo
Župnija Sveti Andraž nad Polzelo je rimskokatoliška teritorialna župnija v dekaniji Braslovče škofije Celje.
Do 7. aprila 2006, ko je bila ustanovljena škofija Celje, je bila župnija del savinjsko-šaleškega naddekanata škofije Maribor.

## Sakralni objekti
- (župnijska cerkev) Št. Andraž (nad Polzelo) v naselju Andraž nad Polzelo